# دينيس ديكميير
دينيس ديكميير (بالألمانية: Dennis Diekmeier) من مواليد (20 أكتوبر 1989 في ثيدينغوسين - ألمانيا) هو لاعب كرة قدم ألماني يلعب حاليا لصالح نادي الدرجة الأولى هامبورغ الألماني منذ 2010 في مركز الظهير الأيمن .

## روابط خارجية
- دينيس ديكميير على موقع الاتحاد الأوربي (الإنجليزية)
- دينيس ديكميير على موقع قاعدة بيانات كرة القدم.إي يو (الإنجليزية)
- دينيس ديكميير على موقع بيانات كرة القدم. دي إي (الألمانية)
- دينيس ديكميير على موقع Soccerway.com (الإنجليزية)
- دينيس ديكميير على موقع عالم كرة القدم.نت (الإنجليزية)
- دينيس ديكميير على موقع كووورة
- دينيس ديكميير على موقع AS.com (الإسبانية)